# Tshegofatso Bojosi
Tshegofatso Bojosi (* 1. Januar 1998) ist eine botswanische Leichtathletin, die sich auf den Weit- und Dreisprung spezialisiert hat.

## Sportliche Laufbahn
Erste Erfahrungen bei internationalen Meisterschaften sammelte Tshegofatso Bojosi im Jahr 2024, als sie bei den Afrikameisterschaften in Douala mit 6,14 m den sechsten Platz im Weitsprung belegte.
In den Jahren von 2022 bis 2024 wurde Bojosi botswanische Meisterin im Weitsprung sowie 2024 auch im Dreisprung.
Am 1. Februar 2025 sprang sie in Francistown mit 6,45 m einen neuen botswanischen Rekord. Den alten Rekord hatte Tsoseletso Magang mit 6,36 m 1998 gesprungen.
Sie wird trainiert von Larona Koosimile.

## Persönliche Bestleistungen
- Weitsprung: 6,45 m (+1,6 m/s), 1. Februar 2025 in Douala (NR)
- Dreisprung: 12,54 m (+1,4 m/s), 27. März 2024 in Johannesburg